# Cala de Sant Esteve
La Cala de Sant Esteve està situada a 2,5 kilòmetres des Castell de Menorca. Construïda pels anglesos entre 1710 i 1716. Va ser de vital importància al segle xviii, ja que servia per defensar el Port de Maó.
És un gran entrant de mar en forma de essa que entra a l'interior, cap a l'oest, això forma aquesta zona de bany sense sorra i roques, amb un pendent. Hi ha molts residents que estiuegen, també hi ha una gran quantitat de barques petites que estan ancorades en el seu litoral sinuós.
Aquesta zona de bany està orientada cap al nord-est i rep vent amb força mitjana, el que provoca unes onades fortes. Tot i així, registra una afluència mitjana de banyistes locals i turistes.
Les condicions marines i subaquàtiques són aptes per al fondeig d'embarcacions, encara que la gran quantitat de barquetes ancorades en el seu interior dificulta les maniobres. Cal avisar el navegant que a la boca i en l'àrea meridional hi ha una llosa respectable, coneguda com a Llosa de sa Punta d'Es Migjorn. Als voltants es concentren aficionats a la pesca.